# Frans Van Den Wijngaert
Frans Van Den Wijngaert (Antwerpen, 19 oktober 1950) is een gewezen Belgische voetbalscheidsrechter. Momenteel is hij hoofd van de Antwerpse topsportschool. Hij werd drie jaar op een rij verkozen tot Scheidsrechter van het Jaar in zijn vaderland.

## Carrière
Frans Van Den Wijngaert was jarenlang de bekendste scheidsrechter van België. Net als zijn vader besloot hij op een dag om arbiter te worden. Gedurende de jaren 90 groeide Van Den Wijngaert zelfs uit tot een internationale topper. Hij floot in eigen land verscheidene belangrijke wedstrijden, waarvan de testwedstrijd uit 1985/86 tussen Club Brugge en RSC Anderlecht ongetwijfeld de opvallendste was. De twee clubs streden om de titel en gaven elkaar geen duimbreed toe. Op een gegeven moment moest Van Den Wijngaert een rode kaart geven aan René Vandereycken, nadat die de bal te ver had weggeworpen. Vandereycken verliet het veld en maakte met zijn hand een omkoopgebaar, doelend op de beslissing van Van Den Wijngaert.
In Europa mocht Van Den Wijngaert twee keer de halve finale van de UEFA Cup leiden. Maar het hoogtepunt was zonder twijfel de finale van 1995. Die finale werd toen nog gespeeld in twee wedstrijden, waarvan Van Den Wijngaert de tweede mocht fluiten. De wedstrijd vond plaats in Italië, tussen twee Italiaanse clubs: Juventus en Parma AC.
Na zijn carrière werd hij benoemd tot hoofd van de Antwerpse topsportschool. Van Den Wijngaert geeft in de media nog regelmatig zijn ongezouten mening over het Belgisch voetbal en opmerkelijke scheidsrechterlijke beslissingen.

## Statistieken
| Internationale wedstrijd | #  |
| ------------------------ | -- |
| Vriendschappelijk        | 1  |
| UEFA Cup                 | 6  |
| EK kwalificatie 1992     | 1  |
| EK kwalificatie 1996     | 2  |
| WK kwalificatie 1994     | 1  |
| Totaal                   | 11 |